# Documenta Balear
Edicions Documenta Balear és una editorial independent fundada l'any 1991. Té la seu social al carrer de Sant Miquel, 5, 1r, 07002 Palma (Illes Balears). La seva línia editorial està centrada en la divulgació de la història de les illes Balears, l'assaig i l'edició acadèmica. El 2013 l'editorial se sumà al grup d'editorials de promoció de Llegir en Català. Entre les primeres col·leccions destaquen Menjavents i Quaderns d'Història Contemporània de les Balears. Posteriorment inauguraren col·leccions com La Guerra Civil a Mallorca, Poble a Poble i Bri. El 2010 s'estrenaren en la literatura infantil amb la col·lecció Cuca de Suro. També editen col·leccions en llengües diferents del català.
L'1 de gener de 2025 tenia un catàleg de 862 títols.